# Historia de Puntarenas

La historia de la ciudad de Puntarenas, en el Pacífico de Costa Rica, es parte fundamental de la historia del país, ya que jugó un papel trascendental en el desarrollo económico de Costa Rica por su papel de puerto, que logró vincular al país con el exterior, el cual continúa en la actualidad por el muelle turístico y el puerto de Caldera. Puntarenas es en la actualidad el principal proveedor nacional de productos del mar, así como un destino importante para el turismo nacional. 
La región en la que se ubica la ciudad de Puntarenas es una de las zonas más habitadas y recorridas desde la época precolombina y colonial, aunque su verdadero desarrollo económico y comercial se dio básicamente a partir del siglo XVIII y XIX, con la fundación del puerto. Habitada por diversos pueblos de cultura mesoamericana y otros del Área Intermedia, el sitio donde se localiza la ciudad tuvo cierta importancia durante la colonia española, debido a su ubicación estratégica dentro del golfo de Nicoya. La ciudad emergió de un pequeño caserío ubicado en una lengua de tierra formada por los sedimentos arrastrados por el río Barranca y sus afluentes, pero es a partir de 1814, con el inicio de su actividad como puerto, que inicia el verdadero crecimiento de la ciudad. En 1848 se da la creación del cantón de Puntarenas, debido al sensible aumento de su población, comercio y actividad portuaria.
En 1858, el presidente Juan Rafael Mora Porras otorgó a Puntarenas el título oficial de ciudad, luego de la intensa participación de los lugareños en la Campaña Nacional de 1856-1857. La ciudad se convirtió en el principal puerto del país por el que se exportaba a Inglaterra el café producido en Costa Rica, por lo que fue vital para el desarrollo del país durante la segunda mitad del siglo XIX y parte del siglo XX. Puntarenas experimentó un importante crecimiento económico y demográfico hasta 1927, cuando este declinó por la crisis económica mundial.

## Historia precolombina
(...) cuando el puerto de Punta Arenas, en Chile, se hundió, al mismo
tiempo, el puerto de Puntarenas estaba emergiendo. Por ello,
es posible que ese puerto que una vez se hundió vuelva a emerger y,
Puntarenas, tenga que ceder su espacio hundiéndose otra vez(...)
Mito

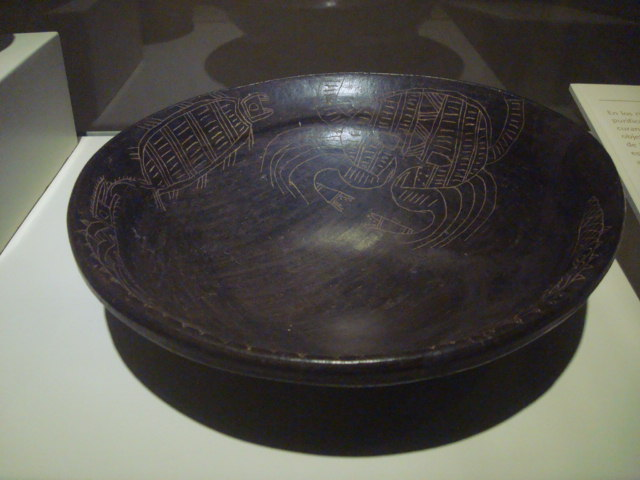
Cerámica negra de la isla de Chira, Puntarenas, con grabado de un cangrejo. Museo del Oro Precolombino.

El actual territorio de la provincia de Puntarenas fue habitado en épocas precolombinas por diversos grupos amerindios, que prácticamente ocuparon toda la costa desde el Golfo de Nicoya hasta la Punta Burica. La región del Pacífico central, donde se halla el cantón de Puntarenas, fue ocupada por los huetares de occidente, que en tiempos de la llegada española en el siglo XVI, se hallaban gobernados por el rey Garabito, cuyo asentamiento principal se encontraba en lo que hoy son los llanos de Esparza, Orotina y San Mateo, en las faldas de los montes del Aguacate, y su reino se extendía por la cuenca del río Grande de Tárcoles hasta el Valle Central de Costa Rica, así mismo, ocupaba todo el litoral pacífico desde Herradura hasta el río Gamalotal.
Al noreste del territorio de Garabito, se encontraban los cacicazgos chorotegas de Gurutina y Chomes, de influencia mesoamericana, mientras que el pueblo de Paro, también de origen mesoamericano, ocupaba las islas de Chira, San Lucas y Venado, en el Golfo de Nicoya, así como la costa de los actuales Paquera, Cóbano y Lepanto, en la Península de Nicoya. Hacia el sureste, en los cantones de Quepos y Parrita, se ubicaba el reino de los quepoa, cuyo principal asentamiento estaba en lo que hoy es el Parque nacional Manuel Antonio, en la desembocadura del río Naranjo. Más al sur, estaban los bruncas, la nación de Coctú, y los buricas, que se asentaban en la cuenca del río Grande de Térraba y ocupaban todo el territorio al sur de la Cordillera de Talamanca, hasta la Península de Osa.

## Exploración y conquista española (1519 - 1720)
(...) y es que Puntarenas se ha ido formando poco a poco con arenas y lodo de los ríos del Norte y los que traen los vientos alisios y las corrientes desde el río Barranca. En el mapa del golfo que se incluye en el Bosquejo de don Felipe Molina –mapa que levantó el capitán Belcher, de la marina inglesa, en 1838– se ve la punta o lengüeta, aunque no tan extensa como hoy.
Cleto González Víquez. La ciudad de Puntarenas. 1934

El litoral pacífico costarricense fue recorrido primeramente por Juan Ponce de León, quien avistó al pueblo de los quepoa en 1519, pero no descendió a tierra. En 1522, el explorador Gil González Dávila recorrió toda la costa puntarenense, desde el Golfo Dulce hasta el Golfo de Nicoya, y penetró en territorio nacional por la desembocadura del río Tempisque, hasta Nicoya y luego Nicaragua. En 1524, Francisco Hernández de Córdoba estableció la primera población española cerca de la actual Esparza, la villa de Bruselas, que subsistió hasta 1527. En 1529, Juan de Cavallón y Arboleda llegó a Chomes por el camino de Nicaragua y Nicoya, y estableció el Real de la Ceniza, una guarnición española, y el puerto de Aranjuez, entre las desembocaduras de los ríos Machuca y Jesús María, y desde allí dirigió las exploraciones que, a través del río Grande de Tárcoles, penetraron en el Valle Central. En 1563, el adelantado Juan Vázquez de Coronado siguió la ruta de Cavallón hasta la ciudad de Castillo de Garcimuñoz, fundada por este, y posteriormente, en alianza con reyes indígenas locales, dirigió una expedición hacia el sureste, donde entró en contacto con los quepoa y posteriormente, con los bruncas y coctús. Los españoles tuvieron un control parcial del territorio pacífico costarricense, bien asentados en la zona del Pacífico norte y central del país, pero su dominio no fue total más allá de Quepos, donde los indígenas locales lograron conservar cierta autonomía, aunque diezmados por las enfermedades y el mestizaje.

## La colonia española en Puntarenas (1720 - 1821)
Teniendo el Rey en consideración que la provincia de Costa Rica carece de puerto inmediato habilitado para exportar sus frutos, y proveerse de los géneros y efectos que necesita.Y deseando proporcionar el aumento que es susceptible, se sirve habilitar el puerto de Punta Arenas en el Sur.
Quirós Vargas, Claudia. Aspectos socioeconómicos de la ciudad del Espíritu Santo de Esparza y su jurisdicción. UCR: 1976. p. 296.

El golfo de Nicoya fue un importante punto comercial de Costa Rica y Nicoya durante la colonia española (1570-1821). A lo largo de la historia colonial, existieron diversos puertos en la costa del Pacífico costarricense, cercanos a la actual Puntarenas: Landecho, fundado por Juan de Cavallón cerca de la desembocadura del río Grande de Tárcoles; La Caldera y La Barranca. La presencia del puerto de Puntarenas en la cartografía española colonial aparece entrado en siglo XVIII.
En 1720 apareció por primera vez el nombre del lugar como la Punta de Arena. En 1766, la Audiencia de Guatemala otorgó a Costa Rica el monopolio del cultivo y la exportación del tabaco. Debido a inundaciones ocurridas en el puerto de La Barranca, el almacenamiento y la exportación del tabaco se empezó a realizar por el puerto de Puntarenas, con el objetivo de exportarlo a Panamá. La actividad portuaria aumentó y para 1787 se había construido bodegas para almacenar tabaco, para enviarlo a Sonsonate en El Salvador y El Realejo en Nicaragua. El comercio de tabaco fue la principal actividad comercial del puerto entre 1814 y 1821.
Con la llegada de inmigrantes en busca de mejores condiciones económicas para vivir, se comenzó a perfilar un nuevo centro poblacional. El puerto creció en importancia y se convirtió en un sitio importante para la economía de la colonia: por Puntarenas se importaban productos provenientes de Panamá, Chile y Perú. Una vez que el monopolio del tabaco fue cancelado, se empezó a exportar café. A principios del siglo XIX, el gobernador español Tomás de Acosta y Hurtado de Mendoza solicitó a Real Audiencia de Guatemala declarar Puntarenas, puerto principal de Costa Rica. El 29 de abril de 1814 se le otorgó el título de Puerto Principal de Altura, gracias a la intervención del diputado de Costa Rica ante las Cortes de Cádiz, presbítero Florencio del Castillo. En 1815, el gobernador Juan de Dios de Ayala y Toledo nombró al canario Antonio Figueroa primer capitán del puerto de Puntarenas.

## De la comarca de Puntarenas a la declaratoria de ciudad (1821-1860)
el 6 de diciembre de 1848, a pocos meses de creada la República, fue emitido el decreto N.º CLXII para redefinir sus límites y crear Provincias, cantones y parroquias. En su artículo cuarto especifica que el puerto de Puntarenas formará una Comarca separada, y se gobernará de una manera especial en su régimen interior(...)

Durante la época colonial, Puntarenas estuvo supeditada a la autoridad de la ciudad de Esparza, situación que continuó luego de la independencia de Costa Rica en 1821. En 1825, Costa Rica estaba dividida en dos departamentos, Oriental y Occidental. Puntarenas pertenecía a este último. En 1834, debido a que se consideraba que la localización de Puntarenas sobre la lengua de tierra sometía el puerto a peligros de inundación, un decreto de la República Federal de Centro América ordenó trasladar la actividad portuaria a Caldera. A la vez, se creía que Caldera brindaba mayor protección a los buques por ser la bahía más profunda, lo que permitía recibir barcos de mayor calado. Para ese año, Puntarenas contaba con unos 800 habitantes, que opusieron resistencia al traslado a pesar de que se les ofrecieron algunas manzanas de terreno gratuitas. En 1837, el traslado no se había efectuado. Esto hizo que el Jefe de Estado, Braulio Carrillo, contratara al ingeniero Enrique Cooper para que hiciera un avalúo de la factibilidad del puerto de Puntarenas. Carrillo consideraba que el puerto de Puntarenas era un sitio estratégico para la exportación del café, cuyo cultivo estaba en auge. Además, consideraba a Caldera un lugar insalubre, por lo que decidió rehabilitar a Puntarenas como principal puerto del país, mediante un decreto firmado el 26 de febrero de 1840. El gobierno, además, autorizó a la Junta Itineraria a mejorar el camino de acceso a Puntarenas y la construcción de diques. En 1842, durante la invasión de Francisco Morazán a Costa Rica que derrocó a Braulio Carrillo, Puntarenas fue saqueada por los hombres de Morazán.
En 1847, Puntarenas fue declarada puerto franco, permitiendo el libre mercado y la circulación de bienes, lo que aumentó el comercio y la circulación de barcos y personas, con la llegada de muchos extranjeros. En 1848, se realizó una reconfiguración administrativa del país, pasando de tres Departamentos (Oriental, Occidental y Guanacaste) a cinco provincias: San José, Alajuela, Cartago, Heredia y Guanacaste. Debido a que no contaba con los 30 000 habitantes requeridos, Puntarenas fue establecida como una comarca, y se nombró a Manuel Castro como primer Comandante de Puntarenas, con todas las atribuciones de un gobernador. A partir de ese año, la ciudad dejó de estar supeditada a Esparza y logró su autonomía, que se consolidó tres años después con la creación del cantón de Puntarenas por el decreto N.º XXXIX, con la ciudad como cabecera. 
A partir de ese momento, Puntarenas tomó el liderazgo regional administrativo y económico. Se iniciaron importantes obras de infraestructura y bien social, y la población se volvió atractiva para el flujo migratorio. El auge del cultivo del café en la década de 1850 ayudó al desarrollo de la ciudad: el café se transportaba en carretas desde el Valle Central de Costa Rica hasta Puntarenas, de donde se exportaba a Inglaterra. Puntarenas era paso obligatorio entre el centro y el noroeste del país, y había una intensa actividad comercial entre el puerto de Puntarenas y los pueblos de Paquera, Lepanto y Cóbano, ubicados en la península de Nicoya. En 1840, se creó la Sociedad Económica Itineraria, destinada a mejorar las obras de infraestructura de Puntarenas, principalmente construir la vía que conectaba el puerto con San José. Dicha vía se construyó entre 1844 y 1846, siguiendo la misma ruta que existía desde la época precolombina y que se acentuó durante la Colonia. Para la década de 1840, Puntarenas contaba con un hotel y algunos comerciantes de café adquirieron casas de veraneo. La urbe creció principalmente hacia el sector occidental, hacia el estero, donde atracaban los barcos, mientras que el sector oriental, donde está la playa, estaba despoblado y lleno de vegetación costera. Había sedes de firmas navieras principalmente inglesas y alemanas. La mayoría de los movimientos comerciales se daban hacia el sector del estero, en donde posteriormente surgirá la Calle del Comercio, el mercado y los almacenes del puerto. Mientras que las casas comerciales eran de madera, las casas de los vecinos eran de palma, excepto las de los de mejor posición económica, que las construían de madera de cedro. Las calles y aceras eran de arena, lo que propiciaba la aparición de remolinos. La actividad municipal inició en 1848, diez años antes de la declaratoria de ciudad. Contaba con una iglesia de madera y en 1852 se acordó levantar un hospital llamado San Rafael. En 1852 se construyó un faro, debido a la gran cantidad de barcos que arribaban. 
Durante la Campaña Nacional de 1856-1857, Puntarenas tuvo una activa participación como sede de asistencia de las tropas, y el presidente Juan Rafael Mora Porras asignó 1500 soldados y un bergantín acantonados en el puerto para defenderlo. La ciudad fue fuertemente golpeada por la peste del cólera de 1856, saturando el cementerio y obligando a la construcción de uno nuevo. Por su crecimiento poblacional, su importancia comercial y su participación en la Campaña Nacional, el presidente Mora dio la declaración de ciudad el 17 de septiembre de 1858, y se le permitió nombrar representantes provinciales aunque no fuera oficialmente una provincia. En 1860, Mora fue derrocado por sus enemigos políticos y, tras un breve periodo de exilio, regresó con un pequeño contingente de fieles para intentar retomar el poder. Desembarcó en Puntarenas y recibió el apoyo de la población local, pero fue derrotado en la batalla de La Angostura y posteriormente fusilado.

## Construcción del ferrocarril, inmigración y crecimiento de la ciudad (1860-1930)

Estación del tren del Pacífico en Puntarenas. Principios del.

En 1864, una vez más surgieron iniciativas de trasladar las actividades del puerto de Puntarenas a Caldera, debido a problemas de salubridad y inundaciones en la zona de la Punta, que hacían que en algunas partes de la ciudad el tránsito se hiciera en botes. A partir de esa fecha, se hicieron trabajos sanitarios con puntualidad, construyendo paredones y realizando labor de mantenimiento para disminuir los efectos de la constante erosión de las corrientes marinas.
En 1855 comenzaron a registrarse las primeras migraciones de chinos hacia Costa Rica, que entraban por el puerto de Puntarenas. El mayor flujo se dio a finales del siglo XIX con la construcción del ferrocarril al Atlántico, que inició en 1871. Los chinos ingresaban a Costa Rica por Puntarenas y muchos de ellos, ante los excesos laborales a los que eran sometidos durante la construcción de la vía férrea, se instalaron en otras zonas del país, en especial en Puntarenas, donde rápidamente se ligaron al comercio local, instalando pulperías y otros negocios similares a pequeña escala. Una vez mejoraba su condición, los inmigrantes chinos traían a sus familias, engrosando la colonia china en Puntarenas.
En 1872, durante el gobierno de Tomás Guardia Gutiérrez, se construyó el primer muelle de hierro, establecido por contrato con Arnoldo Knhor. El incremento de las exportaciones estableció la necesidad de un puerto más moderno. El puerto contaba con tres aduanas: una en Puntarenas, otra en Boca de Barranca y otra en Caldera. En 1895, el presidente Rafael Yglesias Castro subscribió el primer contrato para construir una vía férrea hacia el Pacífico. Se firmó un contrato con el empresario William Lynn, y la obra se construyó ininterrumpidamente hasta 1903, cuando Lynn anunció que se había quedado sin financiamiento para finalizar la obra. Entonces, el gobierno de Ascensión Esquivel Ibarra decidió terminar la obra usando dineros y mano de obra nacional. En 1909, Costa Rica realizó una nueva reestructuración de su división política, dividiendo al país en siete provincias, delimitándose de esta forma la provincia de Puntarenas. En 1910, bajo el gobierno de Ricardo Jiménez Oreamuno, se colocó el último riel del ferrocarril al Pacífico, quedando de este modo el Valle Central comunicado con las dos costas. En 1913, se ordenó la construcción de un nuevo muelle, que no logró terminar, por cuestiones de financiamiento, sino hasta 1930. La presencia del muelle, el edificio de aduanas y el ferrocarril vino a darle a la ciudad un verdadero aire de modernidad.
Con la construcción del ferrocarril al Atlántico, terminado en 1890, la mayoría de las exportaciones de Costa Rica (principalmente café y banano) se reorientaron hacia el puerto de Limón, en el Caribe. Puntarenas, no obstante, continuó siendo el principal puerto del país en el litoral del Pacífico. Además, la terminación del ferrocarril al Pacífico trajo consigo otro beneficio: el turismo. Con el ferrocarril, un gran número de personas del Valle Central comenzó a viajar a Puntarenas para pasear durante el verano. La facilidad de comunicación de Puntarenas con la capital de la República y el resto las poblaciones del Valle Central fue uno de los principales factores que permitieron que la ciudad fuera atractiva para los visitantes nacionales. El ferrocarril propició el crecimiento de una economía informal, donde los habitantes de los pueblos por donde pasaba el ferrocarril vendían a los viajeros comidas y productos locales. En 1924, el Gobierno estableció una jefatura de lanchas para regular el cabotaje entre Puntarenas y los poblados costeros, que se dio siempre de forma irregular desde la colonia.

## Puntarenas a partir de 1930 a la actualidad

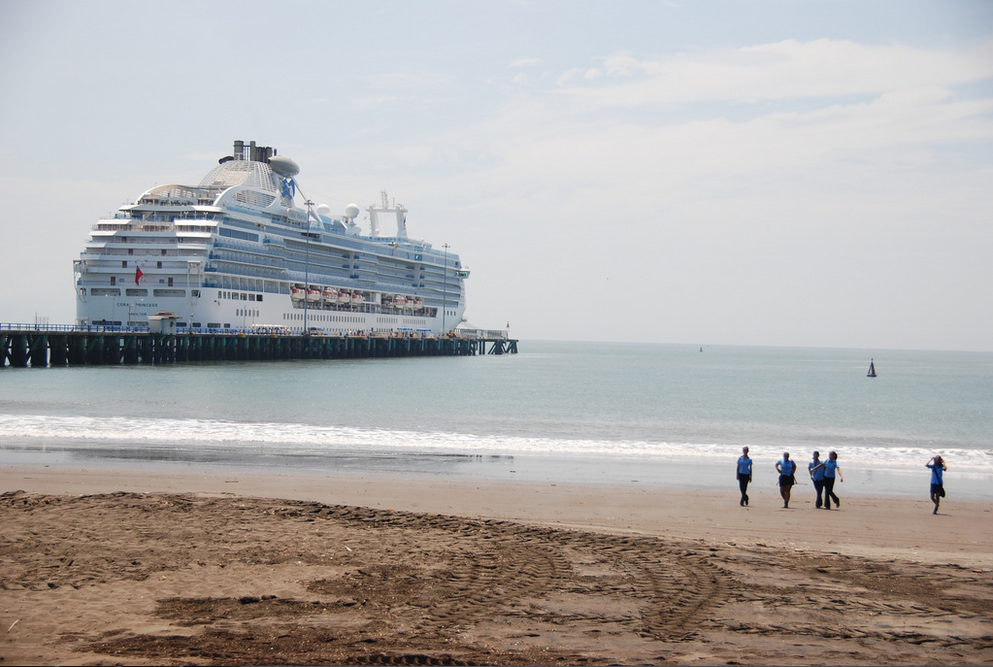
Crucero en el muelle de Puntarenas. 2010.

El muelle grande de Puntarenas, que es el que se mantiene en la actualidad, se finalizó en 1930. Este muelle, construido en el sector oriental, hacia la playa, vino a cambiar la fisonomía de la ciudad, convirtiéndose este en el centro medular de la misma, pues el muelle también se convirtió en el punto final del ferrocarril. De esta forma, el muelle se convirtió en el sitio más importante de la ciudad, pues por él arribaban y salían mercancías desde dentro del país y hacia el exterior, así como pasajeros procedentes de diversas partes del interior del país y del extranjero. El muelle se constituyó en una unidad con la aduana, la terminal del ferrocarril y la Capitanía de Puntarenas, terminada en 1938 y actualmente edificio icónico de la ciudad. También, el muelle marcaba el inicio del Paseo de los Turistas, la principal avenida de la ciudad, construida frente al mar, y donde se ubicaron luego los hoteles, bares, restaurantes, paseos, bulevares y otros sitios reconocibles, como Los Baños, un popular salón de baile. En 1940, Puntarenas fue declarada como Balneario Nacional por la gran afluencia de turistas nacionales. La población también creció por la llegada de trabajadores guanacastecos, nicaragüenses y del Valle Central que venían a trabajar en las labores del puerto o iban de paso hacia la región bananera de la zona sur de Costa Rica. 
La actividad portuaria se incrementó entre 1950 y 1970, y para ese año, se determinó que la capacidad del muelle se había agotado, por lo que se decidió trasladar la actividad portuaria a Caldera, donde se mantiene hasta la actualidad. El traslado del puerto a Caldera significó un duro golpe para la economía de la ciudad, que provocó incluso protestas sociales de un pueblo atado a la actividad portuaria por historia y tradición. La actividad pesquera también entró en una profunda crisis estructural debido a la disminución de las especies comerciales por años de explotación, el irrespeto a las vedas, los altos niveles de contaminación en el golfo de Nicoya y los altos precios del combustible. La crisis pesquera empeoró en 2013 con la prohibición de la pesca de arrastre por la Sala Constitucional desde 2013, pero la falta de otras opciones laborales ha promovido la creación de proyectos legislativos que buscan su reactivación, con el consecuente debate debido a sus consecuencias ambientales.
De cara al futuro, la ciudad de Puntarenas presenta muchos retos, como los efectos del cambio climático y la escasez de empleo. En el caso del cambio climático, el aumento del nivel del mar, sobre todo en los meses más lluviosos, crea mareas más altas que amenazan con inundar la ciudad. Los problemas pesqueros y la pérdida del puerto comercial provocaron que la zona pasara de ser receptora de inmigrantes, y a mitad del siglo XX, pasó a ser expulsora de población, sobre todo de aquellas personas con mejor educación, que migraron al Valle Central en busca de mejores empleos, aunque las generaciones de puntarenenses emigrantes han mantenido un fuerte vínculo con la ciudad. En busca de reactivar la actividad económica de Puntarenas, en 1992 se construyó la Zona Franca de Barranca, sin embargo, hay escasez de empleos y una ausencia clara de políticas del Estado dirigida a a creación de empleo sostenible, con visión a largo plazo. 
En los últimos años, la actividad turística se ha convertido en una importante fuente de ingresos, con un remozamiento se la ciudad, principalmente en el sector del Paseo de los Turistas. El 27 de febrero de 1987 se inauguró el bulevar entre la Catedral y la antigua Comandancia de Puntarenas. El 15 de diciembre de 1989 se inauguró la Casa de la Cultura en el edificio que correspondiera a la antigua Comandancia de la Guardia Civil de Puntarenas, que en 1977 había sido declarado patrimonio arquitectónico del país. El museo de la Casa de la Cultura fue inaugurado el 22 de agosto de 1992. En septiembre de 1998, tras la remodelación de la Capitanía del puerto y la reconstrucción del muelle, empezaron a llegar los primeros cruceros con turistas extranjeros de varias partes del mundo. En 2015, se construyó el anfiteatro de la Concha Acústica frente a la playa, se remozó el Faro de Puntarenas y se construyó el bulevar del malecón. En 2018, el Incop adjudicó el proyecto «Obras Complementarias del Parque El Muellero», también conocida como Proyecto Pérgolas, por ¢1.100 millones al consorcio Parque de El Muellero, conformado por la constructora Hernán Solís y CR Ingeniería, con el objetivo de potenciar la actividad turística, el empleo, y el embellecimiento urbano-paisajístico de la ciudad de Puntarenas a lo largo de 800 metros del frente marítimo.